# Adriaan Onno van den Santheuvel

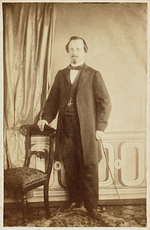
Adriaan Onno van den Santheuvel

Jhr. Adriaan Onno van den Santheuvel (Maastricht, 2 september 1828 - Arnhem, 1 maart 1887) was een Nederlands waterbouwkundige. Hij werkte na zijn studie aan de Koninklijke Academie te Delft voor de waterstaat vanuit verschillende standplaatsen: Arnhem, Purmerend, Hoorn, Leeuwarden, Zierikzee, Terneuzen, Den Bosch en Leeuwarden.
Hij werd in 1845 student aan de Koninklijke Akademie te Delft, en werd in 1847 aangewezen als kandidaat voor de waterstaat. Maar toen hij in 1850 voor zijn eindexamen aan de Akademie slaagde, kreeg hij niet direct een betrekking bij de waterstaat, maar hij werd als tijdelijk ambtenaar tot 1853 voor diverse werkzaamheden in Utrecht, Maastricht en ‘s-Hertogenbosch ingezet. In 1853 kwam hij in dienst als aspirant-ingenieur. Hij werd toegevoegd aan ir.Jean Henri Ferrand  in Arnhem  Anderhalf jaar later werd hij arrondissementingenieur te Purmerend. In februari 1856 werd het kantoor van dit arrondissement verplaatst naar Hoorn.
In juli 1856 werd hij overgeplaatst naar Leeuwarden, waar hij verantwoordelijk werd voor het westelijk arrondissement. Hier werd hij in mei 1857 bevorderd tot Ingenieur.
In mei 1859 werd hij overgeplaatst naar Zierikzee en werd arrondissementsingenieur van de dienstkring Schouwen en Duiveland. Dit was een belangrijke dienstkring, want het waterschap was toen calamiteus. In deze tijd heeft hij ook onderzoek gedaan naar de duinkust aan de noordwestlijke kant van het eiland (bij de Oude Hoeve). Hierover heeft hij een verslag geschreven.
Toen de ingenieur te Tholen op 1 oktober 1860 overplaatst werd, werd Van den Santheuvel ook hoofd van de dienstkring Tholen en St. Philipsland (toen alle twee eilanden). Hij bleef wel in Zierikzee wonen. Op 1 juli 1865 werd hij naar Terneuzen overplaatst werd. Vandaar ging hij op15 december 1867 naar 's Hertogenbosch, waar hij het beheer kreeg over het oostelijk arrondissement waartoe onder andere de Zuid-Willemsvaart behoorde. Zijn chef was hier Hendrik Simon Johannes Rose, die het in het geheel niet met hem kon vinden, zodat Van den Santheuvel na een jaar naar Leeuwarden overgeplaatst werd, waar hij dit keer verantwoordelijk werd het minder belangrijke oostelijke arrondissement. Hier bleef hij in tegenstelling met zijn vorige standplaatsen zeer lang, namelijk tot 15 april 1881, toen hij naar Arnhem overgeplaatst werd. Hier bleef hij tot zijn overlijden in 1887. In Arnhem was hij onder meer verantwoordelijk voor de Rijksstraatweg van Arnhem naar Nijmegen, die in in september van 1886 herstraat moest worden voor ƒ2993.

## Privé
Van den Santheuvel was van 1863 tot 1865 gemeenteraadslid in Zierikzee .
Hij was de zoon van Jhr. Onno van den Santheuvel, directeur der belastingen, en Christiana Helena Geertruida baronesse Thoe Schwartzenberg en Hohenlansberg. Hij is getrouwd met jkvr. Amelia Gerardina van Andringa de Kempenaer op 13 september 1859 in Leeuwarden. Ze hadden meerdere kinderen.
- Biografisch Portaal: 20850840
- International Standard Name Identifier: 0000 0003 9708 5874
- Nederlandse Thesaurus van Auteursnamen: 326409971
- Virtual International Authority File: 3905161212206840070009